# Monte Leone
Monte Leone é a montanha mais alta dos Alpes Lepontinos com 3553 m na fronteira entre a Itália e a Suíça.

## Etimologia
A origem do nome, veio da evolução de Munt d'l'Aiun, que no dialeto local significa a montanha de Aiun; Aione é uma vila próxima e o Monte Leone fica perto de prados de propriedade tradicional dos moradores.